# James Erskine (Admiral)

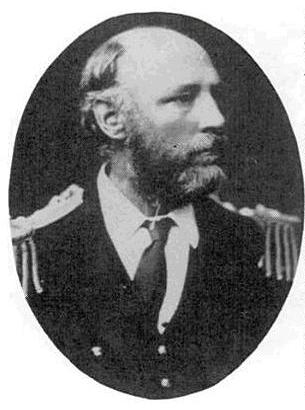
James Elphinstone Erskine

Sir James Elphinstone Erskine, KCB (* 2. Dezember 1838 in Rajkot, Präsidentschaft Bombay, Britisch-Indien; † 25. Juli 1911 in Venlaw Castle, Peebles, Peeblesshire, Schottland) war ein britischer Seeoffizier der Royal Navy und zuletzt Flottenadmiral, der unter anderem zwischen 1882 und 1884 Oberkommandierender der Marinestation Australien (Commander-in-Chief, Australia Station) sowie von 1895 bis 1897 Oberkommandierender der Marinestion Nordamerika und Westindien (Commander-in-Chief, North America and West Indies Station) war. Darüber hinaus war er von 1901 bis 1902 als First and Principal Naval Aide-de-Camp Erster und Hauptadjutant von König Eduard VII.

## Leben

### Familiäre Herkunft, Ausbildung und Verwendungen als Seeoffizier
James Elphinstone Erskine entstammte einer Nebenlinie des Clan Erskine und ist in neunter Generation ein direkter Nachfahre von John Erskine, 19. Earl of Mar (vgl. Stammliste des Clan Erskine). Ein Bruder seines Urgroßvaters war der Theologe John Erskine. James Elphinstone Erskine war der jüngere Sohn von James Erskine (1804–1844) und dessen Ehefrau Mary Eliza Fagan († 1843), Tochter von Generalleutnant Christopher Fagan. Sein nur elf Monate älterer Bruder war der Beamte Sir Henry David Erskine, KCVO (1838–1921), der zwischen 1885 und 1915 als Serjeant at Arms of the House of Commons verantwortlich für die Ordnung im Unterhaus war. Sein Onkel John Elphinstone Erskine (1806–1887) war ebenfalls Admiral der Royal Navy sowie zwischen 1865 und 1874 Mitglied des Unterhauses (House of Commons).
Er selbst trat 1852 in die Royal Navy ein und wurde nach seiner Ausbildung zum Seeoffizier am 28. Juni 1852 zum Lieutenant sowie am 4. August 1862 zum Commander befördert. Er war zwischen dem 26. Februar 1865 und dem 16. Februar 1867 Kommandant des Kanonenbootes HMS Speedwell, das zum Westafrika-Geschwader (West Africa Squadron) gehörte. Danach wurde er am 22. Januar 1868 Kommandant der zur Marinestation Pazifik (Pacific Station) gehörenden Sloop HMS Columbine.
Erskine erhielt am 4. November 1868 seine Beförderung zum Captain und war vom 19. November 1873 bis zum 18. Januar 1878 Kommandant der Sloop HMS Eclipse, die nach der Übernahme in Sheerness zur Nordamerika und Westindien (North America and West Indies Station) gehörte. Im Anschluss übernahm er am 18. April 1878 in der Marinebasis Portsmouth das Kommando über die Korvette HMS Boadicea und hatte dieses bis zum 22. Oktober 1878 inne. Nachdem er 1880 kurze Zeit Privatsekretär des Ersten Lords der Admiralität Thomas Baring, 1. Earl of Northbrook war, löste er als Commodore am 21. Januar 1882 John Wilson als Oberkommandierender der Marinestation Australien (Commander-in-chief, Australia Station) ab. Er hatte diesen bis zum 12. November 1884 inne, woraufhin Commodore George Tryon ihn ablöste. Nach seiner Rückkehr fungierte er zwischen 1885 und dem 18. Januar 1886 als Marineadjutant (Naval Aide-de-camp) von Queen Victoria.

### Aufstieg zumAdmiral of the Fleet

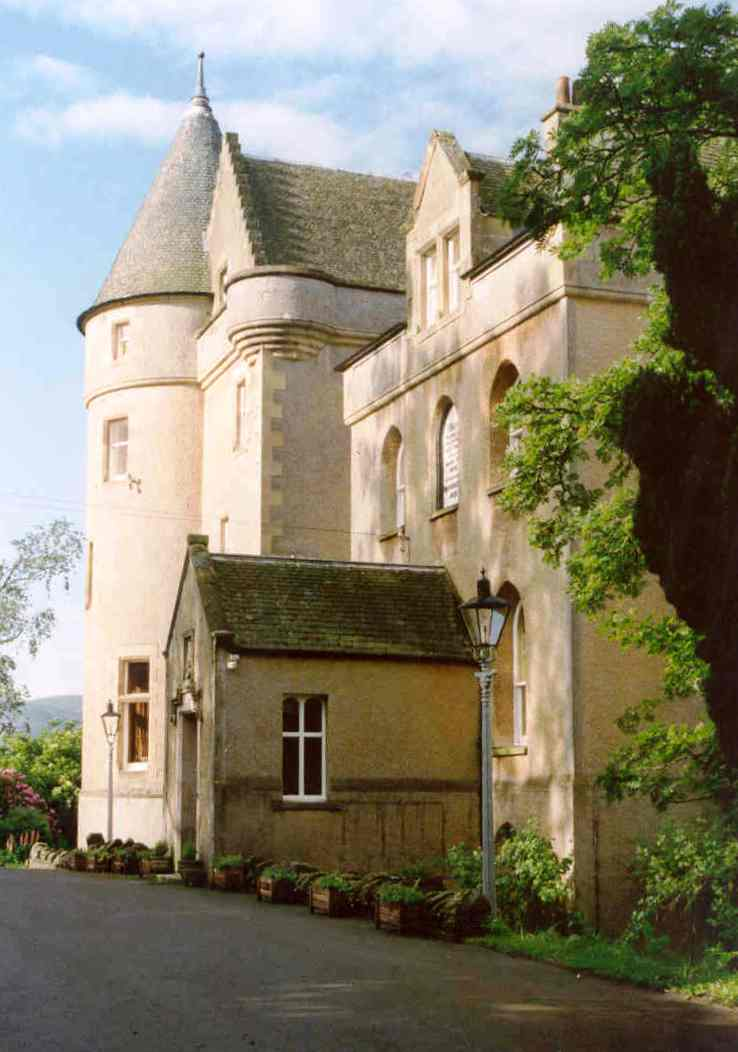
Venlaw Castle war seit 1862 Wohnsitz von James Elphinstone Erskine.

Am 18. Januar 1886 wurde James Erskine zum Rear-Admiral befördert und gehörte im dritten Kabinett Gladstone vom 15. Februar bis zum 3. August 1886 als Junior Naval Lord der Admiralität an. Als Nachfolger von Konteradmiral Walter Carpenter übernahm er 1888 den Posten als Kommandeur der Marine an der Küste Irlands (Senior officer on the coast of Ireland) und hatte diesen bis 1891 inne, woraufhin Konteradmiral Henry St John seine Nachfolge antrat. 
Am 14. Februar 1892 erhielt er seine Beförderung zum Vice-Admiral und trat am 17. April 1895 die Nachfolge von Vizeadmiral Sir John Hopkins als Oberkommandierender der Marinestation Nordamerika und Westindien (Commander-in-Chief, North America and West Indies Station) an. Er hatte dieses Kommando bis zum 15. September 1897 inne und wurde danach von Vizeadmiral Sir John Fisher abgelöst. Am 22. Juni 1897 wurde er als Knight Commander des Order of the Bath (KCB) geadelt, so dass er fortan das Prädikat „Sir“ führte. In dieser Funktion erfolgte am 23. August 1897 auch seine Beförderung zum Admiral.
Admiral Sir James Erskine wurde am 20. April 1901 Nachfolger von Admiral Sir Michael Culme-Seymour, 3. Baronet als First and Principal Naval Aide-de-Camp und war damit bis 1902 Erster und Hauptadjutant von König Eduard VII., woraufhin Admiral Sir Edward Hobart Seymour ihn ablöste. In dieser Verwendung erfolgte am 3. Oktober 1902 auch seine Beförderung zum Admiral of the Fleet. Er wurde am 25. Februar 1907 außerdem Deputy Lieutenant der Grafschaft Peeblesshire ernannt. Er war zudem zeitweise Friedensrichter (Justice of the Peace) dieser Grafschaft. Am 1. Dezember 1908 schied er nach 56 Dienstjahren aus dem aktiven Militärdienst und trat in den Ruhestand.
Aus seiner am 21. Mai 1885 geschlossenen Ehe mit Margaret Eliza Constable († 1939), Tochter des Geistlichen Reverend John Constable, gingen ein Sohn und eine Tochter hervor.

## Hintergrundliteratur
- Tony Heathcote: The British Admirals of the Fleet 1734–1995, Pen & Sword, 2002, ISBN 0-85052-835-6.